# Arxiu
Arxiu (en castellano: Archivo) fue una organización terrorista de ideología nacionalista catalana nacido a finales de los años setenta, nace, muy ligada al PSAN-Provisional y al Exèrcit d'Alliberament Català (Ejército de Liberación Catalán), embrión de la futura Terra Lliure. El primer comando de Arxiu estaba formado por Martí Marcó, Fèlix Goñi, Griselda Pineda, Quim Pelegrí y Frederic Bentanachs, y la cúpula de la organización por Josep de Calassanç Serra i Monte y su mujer, Dolors Serra Kiel, entre otros. 
La organización desaparecerá dos años después de su fundación, en 1979, con la creación de Terra Lliure. Ahora bien, todas las acciones de Arxiu serán consideradas como acciones de la misma Terra Lliure. 
- Datos: Q8206075